# Inklings

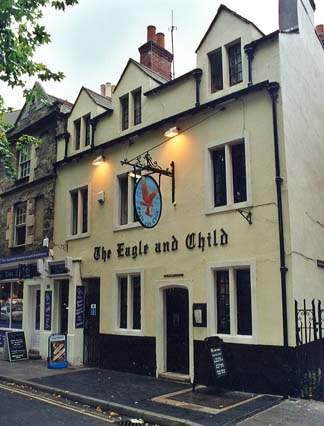
El pub The Eagle and Child (popularment conegut com Bird and Baby o simplement Bird) a Oxford, on els Inklings es trobaven els dimarts a la nit el 1939.

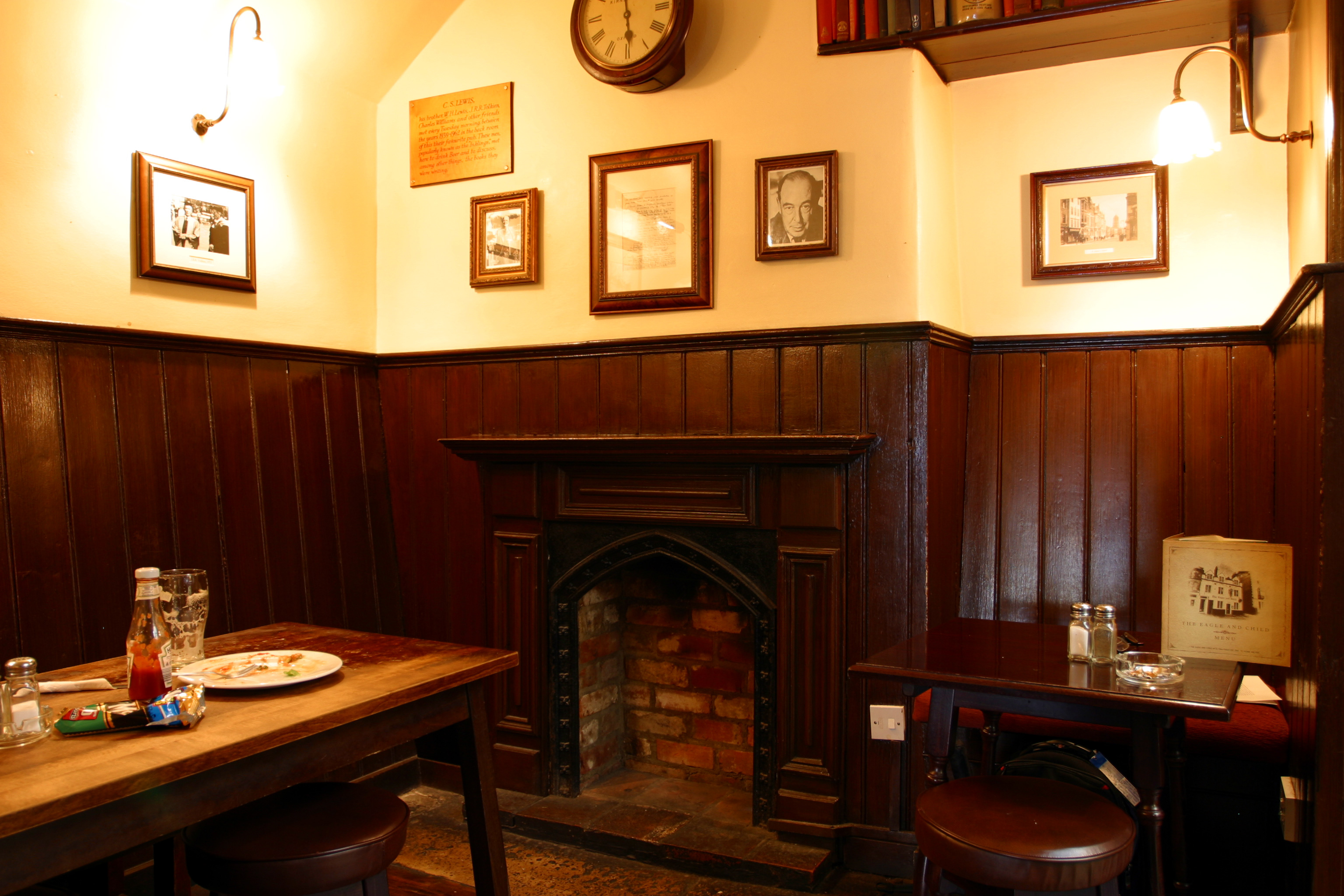
La cantonada del pub on s'acostumaven a reunir els membres del grup.

Els Inklings eren un grup literari informal de discussió associat amb la Universitat d'Oxford, Anglaterra, durant quasi dues dècades des de principis dels anys trenta i fins a finals del 1949. Els seus membres més habituals (la majoria acadèmics universitaris) eren J. R. R. Tolkien, C. S. Lewis, Owen Barfield, Charles Williams, Christopher Tolkien (fill de J. R. R. Tolkien), Warren Lewis (germà gran de C. S. Lewis), Roger Lancelyn Green, Adam Fox, Hugo Dyson, Robert Havard, J. A. W. Bennett, Lord David Cecil, i Nevill Coghill. Altres assistents menys habituals a les reunions eren Percy Bates, Charles Leslie Wrenn, Colin Hardie, James Dundas-Grant, Jon Fromke, John Wain, R. B. McCallum, Gervase Mathew, i C. E. Stevens. L'escriptor E. R. Eddison també es va unir al grup convidat per C. S. Lewis.
Els Inklings eren entusiastes literaris que elogiaven el valor de la narrativa en la ficció, i encoratjaven l'escriptura de fantasia. Tot i que el cristianisme i els seus valors eren palpables a les obres de molts membres, al grup també hi havia ateus.
Warren Lewis escrivia sobre el grup que "parlant en propietat, els Inklings no eren ni un club ni una societat literària, tot i que participava en la naturalesa tant de l'un com de l'altre. No hi havia regles, delegats, agendes o eleccions formals."
Com era corrent en els grups literaris universitaris d'aquella època i lloc, els Inklings eren tots homes. (Dorothy L. Sayers, a la que algun cop s'havia considerat membre, era amiga de Lewis i Williams, però mai va assistir a les reunions.)
Els propòsits principals de les trobades eren les lectures i discussions de les obres inacabades dels seus membres. El Senyor dels Anells de Tolkien, Més enllà del planeta silenciós de Lewis, i All Hallows' Eve de Williams són algunes de les novel·les que primer es van llegir entre els Inklings.
Les reunions no eren gens formals ni serioses (a tall d'anècdota, val a dir que entre altres coses els Inklings es divertien fent competicions per veure qui podia aguantar més estona llegint la prosa d'Amanda McKittrick -famosa per la seva pèssima qualitat- sense riure).
Fins a finals del 1949, les lectures i discussions dels Inklings s'acostumaven a fer els dijous al vespre a les sales de C.S. Lewis al Magdalen College.
També se solien reunir informalment els dimarts al migdia a un pub anomenat The Eagle and Child, més popularment conegut entre la comunitat d'Oxford com The Bird and The Baby o simplement The Bird. Més endavant les trobades es feien a The Lamb and Flag (situat a l'altra banda del carrer), i als inicis, d'una forma més irregular, en altres pubs.
Originalment Inklings s'associava amb un club del col·legi universitari, fundat pel llavors encara estudiant Edward Tangye Lean el 1931, i amb el propòsit de llegir en veu alta escrits inacabats. En aquest començament, el grup consistia d'estudiants i catedràtics (entre els quals hi havia Tolkien i Lewis). Quan Lean va deixar Oxford el 1933, el club va desaparèixer, i el seu nom va ser traslladat per Tolkien i Lewis al seu grup de Magdalen. Sobre la connexió de les dues societats 'Inklings', Tolkien va declarar posteriorment que "tot i que el nostre hàbit era el de llegir en veu alta escrits de diversos tipus (i llargàries!), aquesta associació i el seu hàbit haurien acabat naixent en aquell moment, tant si el club original hagués existit com si no."